# 요한 요아힘 베허

요한 요아힘 베허

요한 요아힘 베허(독일어: Johann Joachim Becher, 1635년 5월 6일 ~ 1682년 10월)은 독일의 화학자, 의사, 학자이다.

## 생애

### 초년
베허는 1635년 슈파이어에서 태어났다. 그의 아버지는 루터파의 목사였는데, 그가 어린 시절 때 사망하였다. 그의 어머니는 재혼하였으나, 양부는 아이들의 양육에 인색하여 베허는 어린 시절부터 어머니와 형제들을 부양해야했다. 베허는 수세공 기술을 익혔고, 갖가지 지식들을 공부하였다. 이와 함께 그는 다른 사람들을 가르치기도 하여 약간의 돈을 벌기도 하였다. 1660년에는 그가 저술한 Metallurgia가 출판되었다. 다음해 그는 Character pro notitia linguarum universali를 저술하였다. 이 책에서 그는 세계 공용어로서 사용될 수 있는 10,000단어를 제안하였다. 1663년에는 동물, 식물, 광물에 대한 책인 Oedipum Chemicum을 출판하였다. 같은 시기에 그는 여러 계획을 가지고 있었는데, 이 중에서는 실용적인 것도, 실용적이지 않은 것도 있었다. 그는 팔라틴 선제후에게 만하임에 공장을 지을 것을 제안하기도 하였고, 바이에른 선제후에게 기니와 서인도 제도를 식민지화 할 것을 요청하기도 하였다. 이러한 그의 요청은 정부의 직조 산업과 교역의 독점을 야기한다고 하여 뮌헨의 상인들의 분노를 일으켰고, 베허는 뮌헨을 떠나야만했다.

### 신성로마제국
1666년 베허는 마인츠 대학교의 의학 강사로 취직할 수 있었고, 이와 동시에 대주교의 주치의가 되었다. 같은 해에 당시 신성 로마 제국의 황제 레오폴트 1세의 수상이자 의전관인 진젠도르프 백작 알브레히트의 지원을 받아 그는 빈의 상업 고문관이 되었다. 그는 황제의 명으로 네덜란드로 떠나는 도중 Methodus Didactica를 저술하였고, 이후 Regeln der Christlichen Bundesgenossenschaft, Politischer Discurs von den eigentlichen Ursachen des Auf- und Abnehmens der Städte, Länder und Republiken을 저술하였다. 1669년에는 Physica subterrancea를 저술하였고 같은 해 하나우 백작과 오리노코와 아마존강의 영토를 식민지화하는 계획을 약조하였다. 그동안 그는 바이에른 선제후의 주치의를 맡기도 하였다. 1670년, 그는 다시 빈으로 불리었고 직조 공장의 설립 계획, 저지대 국가와 교역할 회사 설립에 대한 안, 라인강과 도나우강을 이을 운하 건설안을 제안하였다. 그 후 그는 다시 바이에른으로 돌아왔다. 베허는 불완전한 상업 자문회와 취약한 교역로 등에 대해서 황제에게 건의하기도 하였다. 1674년 구스타브스 아돌푸스 공작이 베허에게 그의 영지로 와줄 것을 요청하였으나, 바로 다음해 베허는 빈으로 돌아와 바쁜 나날을 보냈다. 빈에서 그는 도나우강의 모래를 금으로 바꾸는 방법을 연구하였고, 이에 대해서 Theses chemicae veritatem transmulationis metallorum evincentes를 썼지만, 성공하지는 못하였다.

### 영국 행
어떠한 이유로 인해서 베허는 진젠도르프 백작의 원조를 잃게 되었고 네덜란드로 향해야했다. 그 곳에서 그는 정부의 지원을 받아 그의 실험을 계속하였다. 그러나 진젠도르프 백작의 압력으로 인하여 그는 잉글랜드로 건너가야 했다. 그 곳에서 그는 루퍼트 공의 요청으로 스코틀랜드의 광산을 방문하기도 하였다. 그 후 베허는 콘월에서도 같은 일을 반복하였다. 1680년 초 그는 왕립 학회에 크리스티안 하위헌스가 진자로 시계를 측정하는 방법을 개발한 것에 대한 공로를 독차지하는 것을 막기 위해서 논문인 De nova temporis dimetiendi ratione et accurata horologiorum constructione를 제출하였다. 1682년 런던으로 돌아온 그는 Chemischer Glückshafen oder grosse Concordanz und Collection von 1500 Processen을 출판하였고 같은 해 10월 사망하였다.

## 화학 이론
베허의 연소에 대한 이론은 상당히 오랜시간동안 큰 변화없이 받아들여졌다. 그는 물질이 탈 때, terra pinguis라는 물질이 방출된다고 주장하였다. 이러한 이론은 게오르그 에른스트 슈탈의 이론의 근간이 되었고, 슈탈은 이에 기초하여 플로지스톤설을 주장하였다.

## 참고 자료
본 문서에는 현재 퍼블릭 도메인에 속한 브리태니커 백과사전 제11판의 내용을 기초로 작성된 내용이 포함되어 있습니다.

## 같이 보기
- 게오르그 에른스트 슈탈
- 플로지스톤설